# Kos met de Snor
Kos met de Snor (Schagen, 8 april 1981 - Utrecht, 22 januari 1996) was een paard in het voormalige attractiepark "Het Land van Ooit". Het paard, een werkpaard van het Shire ras, dankte zijn naam aan de grote snor op zijn bovenlip. Hij speelde een aantal jaren het ridderpaard van ridder Graniet-Sterker-Dan-Ik-Kan-Niet, en was een aantal jaren een van de vaste inwoners van het park. Het paard speelde een prominente rol in de promotie voor het attractiepark. Volgens de Ooiters kon Kos zelfs ook spreken, maar geen kind heeft dat ooit kunnen bewijzen; volgens de Ooiters was het paard namelijk te verlegen om hardop te spreken in het bijzijn van kinderen.
Kos met de Snor overleed op 22 januari 1996 in de kliniek van de universiteit in Utrecht na een operatie. Bij een vorige operatie was 75 kilogram zand uit zijn darmen verwijderd, maar de klachten bleven. De eerste operatie slaagde, maar Kos overleefde de narcose van de laatste niet. Kos werd 14 jaar oud.

## Standbeeld
Ter nagedachtenis aan het paard kreeg het attractiepark na het overlijden van het dier een polyester variant, dat ongeveer 3.5 meter hoog en vier meter lang was. Het paard weegt 510 kilogram. Eind 2005 haalde het beeld de krant; Oudejaarsvereniging "De Oliebol" uit het Drentse Vledder had het beest enkele dagen uit het park ontvreemd, en daarbij een briefje achtergelaten met de tekst: „Dit paard had het koud. Hij is op 1 januari weer terug.“ De directie van Het Land van Ooit was echter niet zo van de grap gecharmeerd.